# Ruellia saeri
Ruellia saeri là một loài thực vật có hoa trong họ Ô rô. Loài này được Llamozas mô tả khoa học đầu tiên năm 2001.